# Spigelia genuflexa
Spigelia genuflexa ist eine Art aus der Pflanzengattung Spigelia innerhalb der Familie der Brechnussgewächse (Loganiaceae). Sie kommt im östlichen Brasilien vor. Sie ist die erste bekannte Art der Brechnussgewächse, welche ihre Früchte zumindest teilweise an der Erdoberfläche oder unterirdisch (geokarp) ausbildet.

## Beschreibung

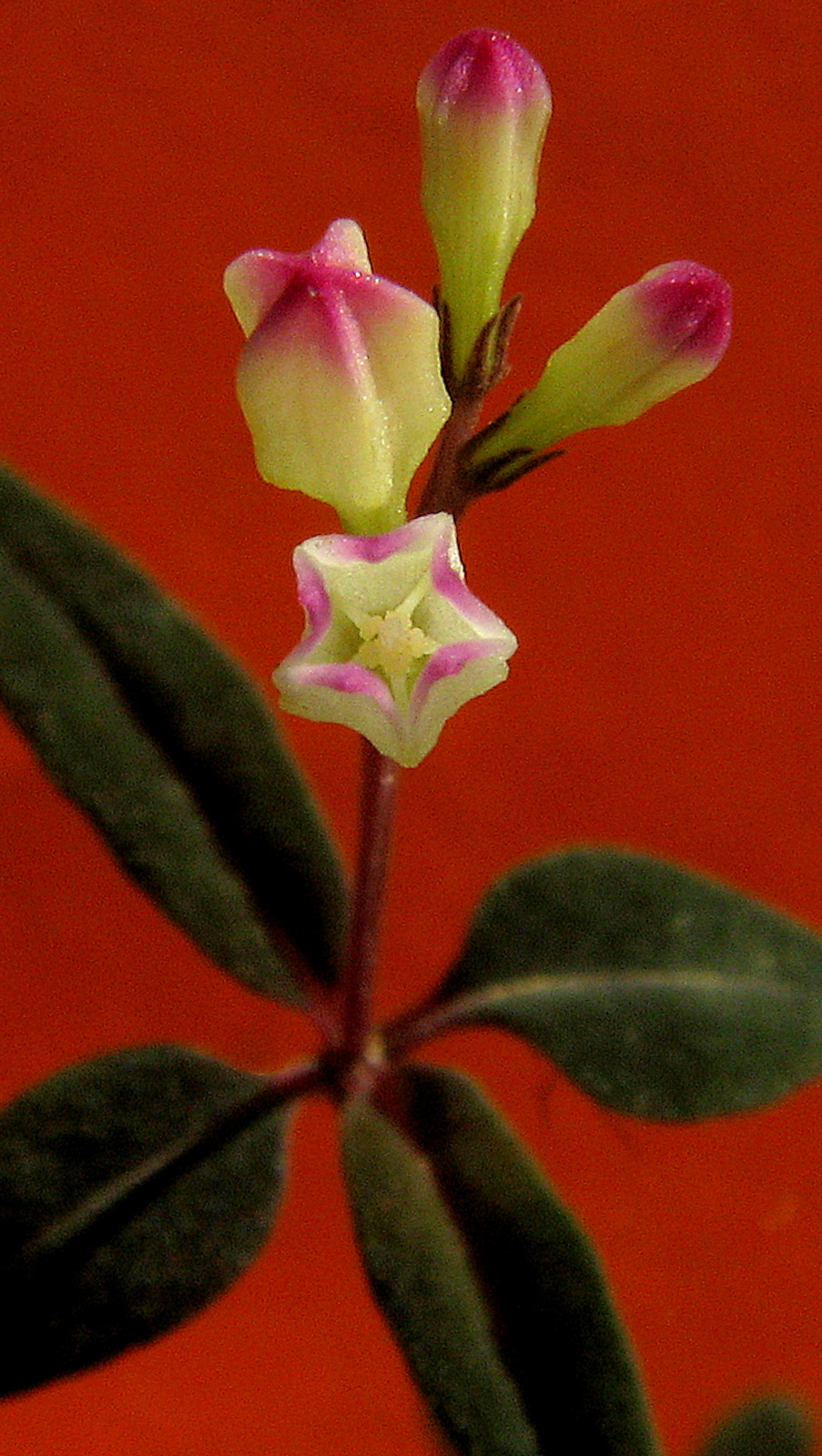
Nahaufnahme des Blütenstandes

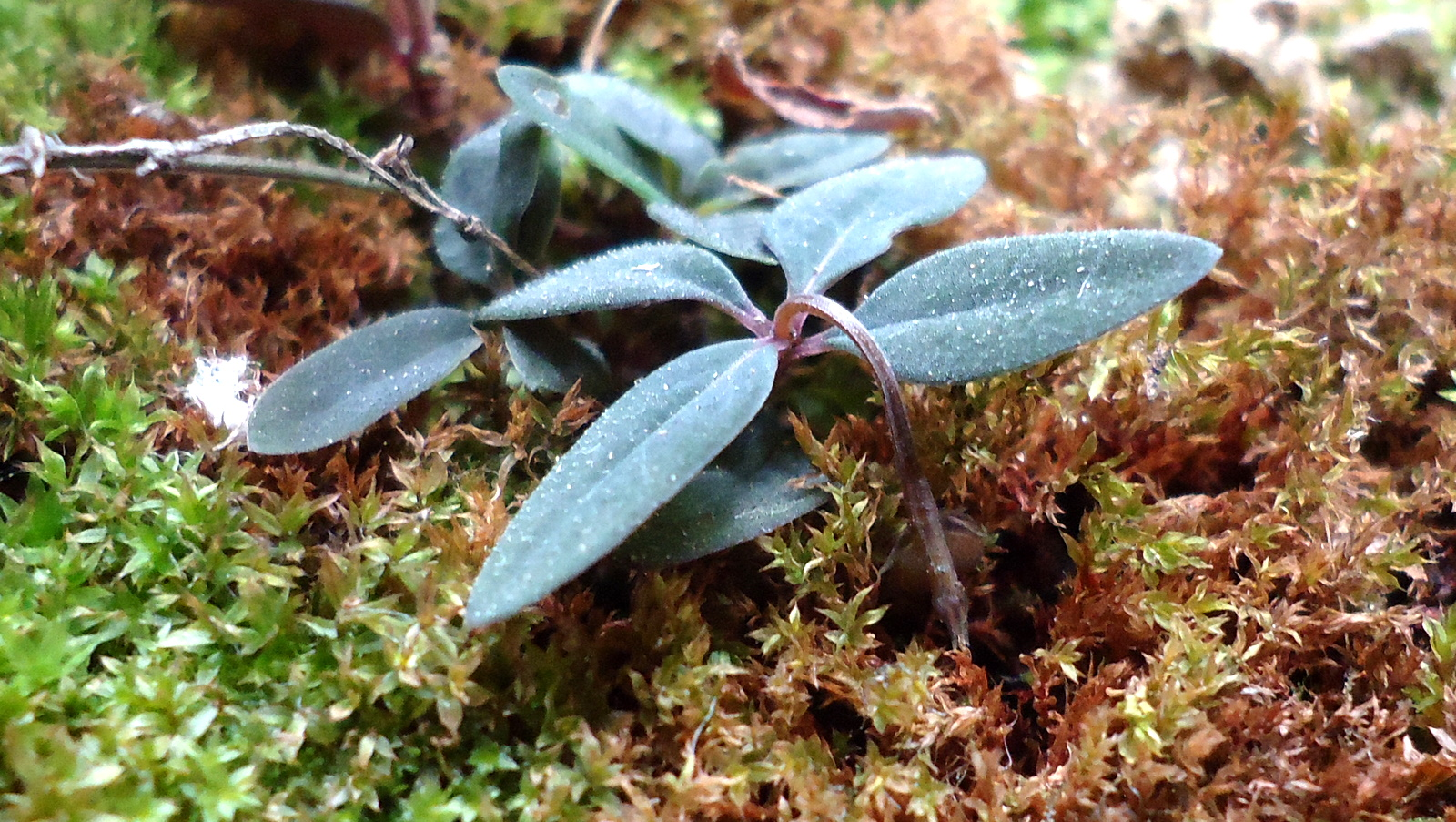
Geokarper Fruchtstand

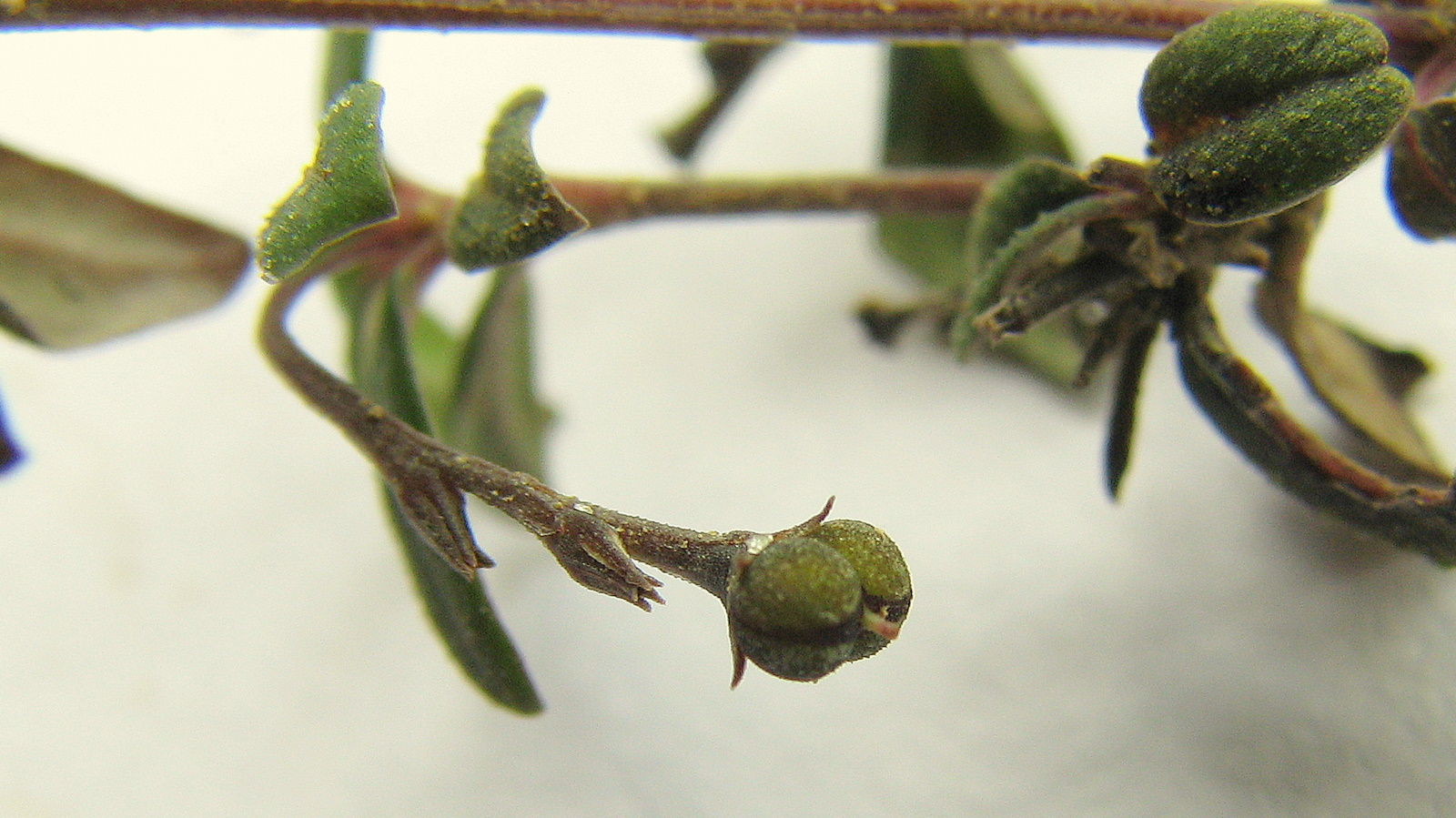
Fruchtstand

### Vegetative Merkmale
Spigelia genuflexa wächst als einjährige krautige Pflanze, welche Wuchshöhen von 1,5 bis 25 Zentimetern erreichen kann. Die faserigen Wurzeln sind eher kurz. Die rötlich getönten Stängel verzweigen sich bereits an der Basis. Von den Blattbasen laufen vier bis sechs auffällige Rippen den Stängel herab.
Die am unteren Stängel gegenständig und unterhalb des Blütenstandes als Viererwirtel angeordneten Laubblätter gliedern sich in eine Blattspreite sowie einen 0,1 bis 0,2 Zentimeter langen Blattstiel. Die Blattspreite ist bei einer Länge von 0,6 bis 2 Zentimetern sowie einer Breite von 0,2 bis 0,5 Zentimetern elliptisch bis eiförmig bis spitzer Basis und stumpfen oberen Ende. Die ganzrandigen Blattränder sind flach oder etwas nach unten eingerollt. Die Blattoberseite ist mit zahlreichen kurzen und durchscheinenden Haaren besetzt, während die Blattunterseite unbehaart ist. Von der an der Blattunterseite erhobenen Mittelrippe gehen vier bis sechs Paare an gebogenen Sekundärnerven ab, welche auf beiden Blattseiten unauffällig sind. Die dreieckigen Nebenblätter stehen zwischen den Blattstielen an den Stängeln und weisen an der Außenseite keine Papillen auf.

### Blütenstände und Blüten
Die Blütezeit sowie die Fruchtreife von Spigelia genuflexa erstrecken sich von März bis in den November hinein und fallen damit in die Regenzeit. Die Bestäubung könnte über Ameisen (Myrmekophilie) erfolgen und zwischen der Blüte bis zur Fruchtreife vergehen drei bis vier Wochen. Vier bis sieben, selten aber auch nur eine Blüte stehen in einem einzelnen, selten auch in mehreren einseitig-traubigen, bis einfach traubigen oder dichasischen und unverzweigten Blütenstand zusammen. Der bis zu 2,8 Zentimeter lange Blütenstand steht an einen 0,7 bis 1,5 Zentimeter langen Blütenstandsstiel und hat je Blüte ein bis zwei winzige Tragblätter, welche aber auch komplett fehlen können.
Die radiärsymmetrischen Blüten sind fünf-, selten auch sechszählig. Die grünen und miteinander verwachsenen Kelchblätter sind bereits an ihrer Basis gespalten und die Kelchlappen sind bei einer Länge von 0,8 bis 1,4 Millimetern sowie einer Breite von rund 0,3 Millimetern dreieckig geformt mit spitz zulaufenden oberen Ende und etwas warzigen Rändern. Die weißen Kronblätter haben rosarote Kronlappen und sind zu einer 4 bis 8 Millimeter langen sowie an der Öffnung 2,5 bis 3 Millimeter breiten Kronröhre verwachsen. Die Kronlappen sind bei einer Länge von 1 bis 1,5 Millimetern sowie einer Breite von rund 1 Millimeter dreieckig geformt mit spitzen oberen Ende und weichen Rändern. Die Staubblätter sind bis zur Mitte der Kronröhre mit dieser verwachsen und werden gleich lang wie diese. Die Staubfäden abgeflacht und die Staubbeutel werden 0,7 bis 0,8 Millimeter lang. Zwei Fruchtblätter sind zu einem zweikammerigen und bei einem Durchmesser von etwa 0,4 Millimetern eiförmigen Fruchtknoten mit gestutzter Spitze verwachsen. Der einfache Griffel trägt die ebenfalls einfache und fein warzige Narbe.

### Früchte und Samen
Während der Fruchtreife biegen sich die untersten Fruchtstände in Richtung Boden und entlassen die Früchte an der Erdoberfläche oder vergraben sie unter weichen Bodenbewuchs wie etwa Moos. Die oberen Fruchtstände biegen sich auch etwas in Richtung Boden. Spigelia genuflexa ist damit die einzige bekannte Art der Brechnussgewächse die geokarp ist, ihre Früchte also am Boden ausbildet. Die zweikammerigen Kapselfrüchte werden 1,5 bis 2 Millimeter lang und 2 bis 3 Millimeter breit. Sie sind zur Reife hellbraun gefärbt und ihre Oberfläche ist warzig. Die braunen Samen sind bei einem Durchmesser von rund 0,7 bis 1 Millimeter rundlich geformt und haben eine trockene, netzartige Oberfläche.

## Verbreitung und Vorkommen
Das natürliche Verbreitungsgebiet von Spigelia genuflexa liegt im östlichen Brasilien. Soweit bisher bekannt, gibt es zwei Vorkommen im nordöstlichen Teil des Bundesstaates Bahia, jeweils rund 30 Kilometer von der Atlantikküste entfernt.
Spigelia genuflexa wächst auf sandigen und mit Laub und Moos bedeckten Böden im Mata Atlântica.

## Systematik
Die Erstbeschreibung als Spigelia genuflexa erfolgte 2011 durch Alex V. Popovkin und Lena Struwe in PhytoKeys, Nummer 6, Seite 49. Das Artepitheton genuflexa verweist auf die sich Richtung Erdboden biegenden Fruchtstände, welche die Erstbeschreiber an eine Verbeugung erinnerte. Die Art wurde von José Carlos Mendes Santos, einen Pflanzensammler und Hausgehilfen von Popovkin während einer Kniebeugenübung entdeckt. Der Gattungsname ehrt den flämischen Arzt Adriaan van de Spiegel (1578–1625).